# سیم‌پیچ تسلا
سیم‌پیچ تسلا یک مدار مبدل رزونانس است که در سال ۱۸۹۱ میلادی توسط نیکولا تسلا ساخته شد و از آن برای تولید ولتاژهای بالا، جریان‌های کم و الکتریسیتهٔ متناوب با فرکانس‌های بالا استفاده می‌شود. تسلا از این مدار در پیکربندی‌های مختلفی استفاده کرد که شامل دو یا گاهی سه مدار الکتریکی رزونانس می‌شد. تسلا از این سیم‌پیچ‌ها برای پیش‌برد آزمایش‌های نوآورانه‌ای از جمله در زمینهٔ نورپردازی، فسفرسانس، تولید اشعهٔ ایکس، پدیدهٔ جریان متناوب فرکانس بالا، برق‌درمانی و انتقال بی‌سیم انرژی الکتریکی استفاده کرد.

## عملکرد
سیم‌پیچ تسلا یک نوسانگر فرکانس رادیویی است که یک ترانسفورماتور رزونانس دوتایی را برای تولید ولتاژ بالا در جریانات کم هدایت می‌کند. مدارهای اصلی تسلا و همچنین بسیاری از کویل‌های مدرن از شکاف جرقه ای ساده برای تحریک نوسان در ترانسفورماتور تنظیم شده‌استفاده می‌کنند. طرح‌های پیچیده‌تر از ترانزیستور یا تریستور، سوئیچ‌ها یا نوسانگرهای الکترونی لوله خلاء برای ترانسفورماتور رزونانس استفاده می‌کنند.
خروجی سیم پیچ‌های تسلا از ۵۰کیلو ولت تا چند میلیون ولت برای کویل‌های بزرگ می‌رسد. جریان خروجی، متناوب و در محدوده فرکانس رادیویی است که معمولاً بین ۵۰کیلو تا ۱ مگاهرتز است. اگرچه بعضی از کویل یک جریان متناوب مستمر را تولید می‌کنند، بیشتر کویل‌های تسلا یک خروجی پالس شکل دارند و ولتاژ آن‌ها شامل یک رشته سریع از پالس‌های جریان متناوب فرکانس رادیویی است.

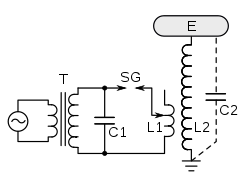
مدار رایج کویل‌های جرقه ای

مدار رایج کویل‌های جرقه ای که در شکل مقابل نشان داده شده از اجزا زیر تشکیل شده است:
۱-ترانسفورماتور منبع تغذیه ولتاژ بالا (T)، جهت افزایش ولتاژ منبع تغذیه AC تا یک ولتاژ بالا برای پرش شکاف جرقه. ولتاژهای معمول بین ۵ تا ۳۰ کیلوولت است.
۲- خازن (C1)، که یک مدار تنظیم شده با سیم پیچ اولیه L1 ترانسفورماتور Tesla را تشکیل می‌دهد.
۳-شکاف جرقه ای (SG)، که به عنوان یک سوئیچ در مدار اول عمل می‌کند.
۴-سیم پیچ تسلا(L1,L2)، ترانسفورماتور رزونانس دوگانه با هسته هوا است که ولتاژ خروجی بالا تولید می‌کند.
۵-به صورت اختیاری، یک الکترود خازنی (بار بالا) (E) به شکل کروی با سطح هموار یا لوله ای به سیم پیچ ثانویه وصل می‌شود که سطح بزرگ آن از تخلیهٔ الکتریکی جلوگیری می‌کند و باعث افزایش Q فاکتور و ولتاژ خروجی می‌شود.
- ترانسفورماتور رزونانس:

ترانسفورماتور خاصی که درمدار تسلا کویل استفاده می‌شود ترانسفورماتور رزونانس، نوسانگر رزونانس یا ترانسفورماتور فرکانس رادیویی نامیده می‌شود که کاربرد آن با ترانسفورماتورهایی معمولی که درمدارهای ac استفاده می‌شود متفاوت است.
ترانسفورماتورهای معمولی برای انتقال مؤثر انرژی از سیم پیچ اولیه به ثانویه طراحی شده‌اند در حالی ترانسفورماتور رزونانس علاوه بر آن برای ذخیرهٔ انرژی الکتریکی نیز طراحی شده است.
سیم پیچ اولیه (L1) شامل تعداد دور نسبتاً کمی از مس ضخیم است که از طریق اسپارک گپ به خازن (C1)متصل است و سیم پیچ ثانویه از تعداد دور زیادی (صد تا هزاران دور) از مس نازک تشکیل شده که سیم پیچ اولیه را دربرگرفته است.
مدار اولیه و ثانویه جفت شده هستند بنابراین فرکانس رزونانسی آن‌ها با هم برابر است، این موضوع باعث می‌شود انرژی بین آن‌ها مبادله شود و جریان نوسانی بین آن‌ها دست به دست شود.
ترانسفورماتورهای قدرت معمولی یک هسته آهن برای افزایش اتصال مغناطیسی بین کویل‌ها دارند، اما در فرکانس‌های بالا هسته آهن سبب زیان‌های انرژی ناشی از جریان‌های گردابی و هیسترزیس می‌شود، بنابراین درسیم پیچ تسلا از این ترانسفورماتورها استفاده نمی‌شود.
ترانسفورماتورهای معمولی به گونه ای طراحی شده‌اند که «به شدت متصل» می‌شوند. با توجه به هسته آهن و مجاورت نزدیک پیچه‌ها، آن‌ها دارای ضریب القای متقابل(M) بالا هستند، ضریب اتصال آن‌ها نزدیک به ۱٫۰ است که به معنی آن است که تقریباً تمام میدان مغناطیسی پیچه اولیه از پیچه ثانویه عبور می‌کند. در مقابل ترانسفورماتور تسلا به آرامی متصل می‌شود و قطر سیم پیچ ثانویه از اولیه بزرگتر است پس بین آن‌ها فاصله وجود دارد در نتیجه ضریب القای متقابل پایین‌تر است و ضریب جفت شدگی آن‌ها بین ۰٫۰۵ تا ۰٫۲ است یعنی فقط ۵تا ۲۰ درصد از میدان مغناطیسی مدار اولیه از مدار ثانویه عبور می‌کند همچنین هر سیم پیچ نیز به یک لایهٔ سیم محدود می‌شود که باعث کاهش تلفات اثر مجاورت می‌شود.
ولتاژ خروجی تسلا کویل به دو صورت است:
۱)یکپارچه:

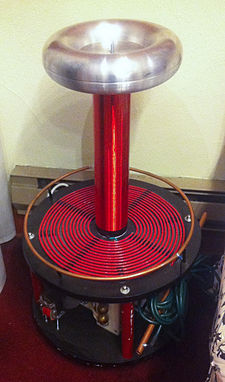
در طراحی‌های جدید از کویل‌های یکپارچه استفاده می‌شود.

یک انتهای سیم پیچ ثانویه به یک ترمینال ولتاژ بالا و انتهای دیگر به زمین متصل است. این نوع در کویل‌های مدرن طراحی شده و برای سرگرمی استفاده می‌شود.
۲)غیریکپارچه:
هیچ انتهای سیم پیچ ثانیه به زمین وصل نیست، هر دو به ترمینال‌های ولتاژ بالا متصل‌اند.
- چرخهٔ کار :

۱)ترانسفورماتور(T)خازن (C1)را تا ولتاژ بالایی شارژ می‌کند.
۲)هنگامی که ولتاژ خازن به ولتاژ شکست شکاف جرقه ای رسید جرقه آغاز می‌شود در این حالت مقاومت شکاف تا حد زیادی کاهش می‌یابد و مدار اولیه تکمیل می‌شود و جریان بین القاگر (L1)و خازن با فرکانس بالایی نوسان می‌کند (یک مدار LC ایجاد می‌شود).
۳)با توجه به قانون فارادی نوسان میدان مغناطیسی در سیم پیچ اولیه باعث ایجاد یک جریان نوسانی در مدار ثانویه می‌شود. در طول نوسان انرژی از مدار اولیه به مدار ثانویه منتقل می‌شود. انرژی کل دو مدار به انرژی ای که در خازن (C1)ذخیره شده بود محدود می‌شود.
1. جریان مدار ثانویه باعث ایجاد میدان مغناطیسی می‌شود که باعث ایجاد جریان در مدار اولیه می‌شود و در طول چندین چرخه انرژی به مدار اولیه بازمی‌گردد و این روند تکرار می‌شود و انرژی به سرعت بین دو مدار دست به دست می‌شود که در نهایت باعث اتلاف آن به صورت گرما در شکاف و مقاومت پیچه‌ها به صورت گرما می‌شود.
2. هنگامی که ولتاژ شکاف به اندازه ای نیست که بتواند هوا را یونیزه کند جرقه متوقف می‌شود با قطع شدن جریان مدار اول جریان نوسانی ممکن است تا مدتی در مدار ثانویه ادامه یابد.

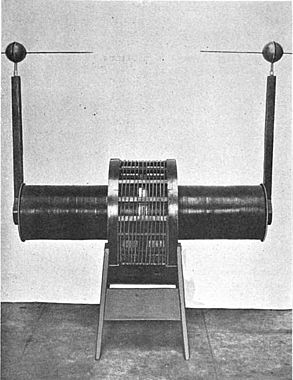
کویل‌های دوقطبی (غیر یکپارچه) که در اوایل قرن بیستم استفاده می‌شدند.

۶)جریان ترانسفورماتور شروع به شارژ خازن می‌کند و این چرخه مجدداً تکرار می‌شود.
- فرکانس نوسان:

برای افزایش ولتاژ خروجی پیچهٔ اولیه و ثانویه به صورت رزونانس (بدون هستهٔ آهنی) تنظیم می‌شوند اگر فرکانس پیچه‌ها را {\displaystyle f_{1},f_{2}}  بنامیم این فرکانس توسط ضریب خود القایی و ظرفیت خازن تعیین می‌شوند:
{\displaystyle f2={\frac {1}{2\pi {\sqrt {L_{2}C_{2}}}}}}  ,                   {\displaystyle f_{1}={\frac {1}{2\pi {\sqrt {L_{1}C_{1}}}}}}
همان‌طور که مشاهده می‌شود این فرمول‌ها مربوط به مدار LC هستند می‌توان گفت این دو فرکانس برابرند:
{\displaystyle f_{1}=f_{2}}
پس می‌توان نوشت:
{\displaystyle L_{1}C_{1}=L_{2}C_{2}}
تجزیه و تحلیل دقیق تر مدار نشان می‌دهد که رزونانس اتفاق می‌افتد و بالاترین ولتاژ زمانی تولید می‌شود که فرکانس‌های مدار اولیه و ثانویه کمی متفاوت هستند بنابراین شرط دقیق تر رزونانس به صورت زیر است:
{\displaystyle L_{1}C_{1}=(1-k^{2})L_{2}C_{2}}
که  {\displaystyle k}ضریب جفت شدگی ترانسفورماتور است که در سیم پیچ تسلا این مقدار کوچک و در بازهٔ ۰٫۰۵ تا ۰٫۴ می‌باشد بنابراین اختلاف فرکانس دو پیچه محدود است که حداکثر ۸٪ است پس می‌توان گفت فرکانس مدار اولیه و ثانویه برابر است.
- ولتاژ خروجی:

در ترانسفورماتورهای رزونانسی که ولتاژ بالا به دلیل رزونانس ایجاد می‌شود ولتاژ خروجی همانند ترانسفورماتورهای معمولی برابر نسبت دور سیم پیچ‌ها نیست.
برای محاسبهٔ ولتاژ خروجی می‌توان به‌طور تقریبی از قانون پایستگی انرژی استفاده کرد. در ابتدای هر چرخه هنگامی که جرقه آغاز می‌شود همه انرژی(U1) در مدار اولیه در خازن C1 ذخیره است اگر V1 ولتاژی باشد که در آن جرقه زده شود (که معمولاً با ماکزیمم ولتاژ ترانسفورماتور T برابر است) این انرژی برابر است با:
{\displaystyle U_{1}={\frac {1}{2}}C_{1}V_{1}^{2}}
در طول چرخه این این انرژی به مدار ثانویه منتقل می‌شود اگرچه بخشی از این انرژی به صورت گرما در حین جرقه و سایر مقامت‌های مدار تلف می‌شود اما در کویل‌های مدرن بیش از ۸۵٪ انرژی به مدار ثانویه منتقل می‌شود.
اگر V2بیشینهٔ ولتاژ سینوسی باشد که در مدار ثانویه القا می‌شود این انرژی برابر است با:
{\displaystyle U_{2}={\frac {1}{2}}C_{2}V_{2}^{2}}
که در آن C2 ظرفیت الکترود خازنی ای است که روی کویل ثانویه نصب می‌شود.
با فرض نبود اتلاف انرژی می‌توان گفت:
{\displaystyle W1=W2\Longrightarrow V2=V1{\sqrt {\frac {C_{1}}{C_{2}}}}=V1{\sqrt {\frac {L_{2}}{L_{1}}}}}

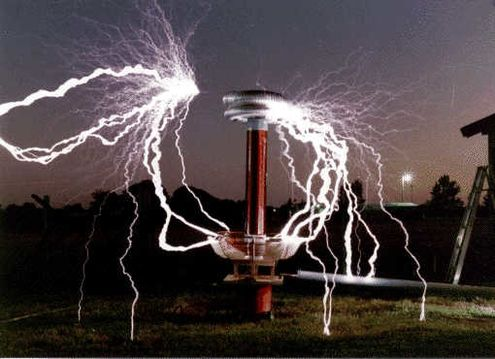
اختلاف پتانسیل زیاد باعث یونیزه شدن ملکول‌های هوا و در نتیجه شکست الکتریکی شده است.

ظرفیت خازن مدار ثانویه در مقابل مدار اولیه بسیار کوچک است بنابراین ولتاژ خروجی به شدت افزایش می‌یابد. این ولتاژ زمانی حاصل می‌شود که تخلیهٔ الکتریکی اتفاق نیفتد بنابراین ولتاژ ترمینال خروجی در کویل‌هایی که باعث ایجاد جرقه می‌شوند به ولتاژ شکست هوا محدود می‌شود.
همان که ولتاژ خروجی در طول هر پالس ولتاژ افزایش می‌یابد، به نقطه ای می‌رسد که در آن هوا در کنار ترمینال ولتاژ بالا یونیزه می‌شود و تخلیه الکتریکی رخ می‌دهد. این اتفاق زمانی می‌افتد که قدرت میدان الکتریکی بیشتر از قدرت دی الکتریک هوا شود که حدود ۳۰ کیلو ولت بر سانتی‌متر است.
از آنجایی که میدان الکتریکی در لبه‌های تیز قوی تر است تخلیهٔ هوا از این نقاط آغاز می‌شود. ولتاژ ترمینال خروجی نمی‌تواند از ولتاژ شکست هوا بیشتر شود زیرا بار اضافی از طریق سیم پیچ ثانویه روی آن قرار می‌گیرد و باعث تخلیهٔ الکتریکی می‌شود بنابراین ولتاژ خروجی کویل‌ها به چند میلیون ولت محدود می‌شود اما ولتاژهای بالاتر را می‌توان با قرار دادن کویل‌ها در محفظه‌های حاوی روغن عایق و تحت فشار بدست آورد.
- الکترود خازنی:

بیشتر مدل‌های تسلا کویل دارای یک کرهٔ رسانا (یا یک سطح فلزی چنبره ای شکل) هستند که به ترمینال ولتاژ بالای آن‌ها متصل است که مانند یک خازن عمل می‌کند که صفحهٔ دیگر آن زمین است و وجود آن باعث افزایش ظرفیت مدار ثانویه می‌شود اگرچه افزایش ظرفیت مدار ثانویه پیک ولتاژ خروجی را کاهش می‌دهد اما اثر اصلی آن این است که سطح منحنی آن گرادیان میدان را کاهش می‌دهد و باعث افزایش ولتاژ شکست می‌شود یعنی وجود آن باعث می‌شود بتوان بدون آن که تخلیهٔ الکتریکی رخ دهد به ولتاژهای بالاتری دست یافت. اگر الکترود خازنی به اندازهٔ کافی بزرگ و صیقلی باشد میدان در سطح آن ممکن است اصلاً به اندازه ای نرسد که شکست رخ دهد.
- انواع تسلا کویل:

عبارت تسلا کویل برای عده ای از مدارهای رزونانس ولتاژ بالا به کار گرفته می‌شود این مدارها با توجه به نحوهٔ تحریک جریان اعمالی به ترانسفورماتور رزونانس دسته‌بندی می‌شوند:

## ۱)اسپارک گپ تسلا کویل(SGTC)
در این مدار از اسپارک گپ یا شکاف جرقه ای برای ایجاد جریان نوسانی برای اعمال به پیچهٔ اولیه در ترانسفورماتور رزونانس استفاده می‌شود این نوع مدارها دارای معایبی هستند که باید کنترل شوند از جمله این معایب می‌توان به موارد زیر اشاره کرد:
الف) ایجاد سر و صدای زیاد
ب) تولید گاز مضر اوزون
ج) ایجاد گرمای زیاد که نیازمند سیستم خنک‌کننده است
د) اتلاف انرژی و در نتیجه کاهش Q فاکتور و کاهش ولتاژ خروجی

## ۲)استاتیک اسپارک گپ
این نوع رایج‌ترین گونه است که در بخش‌های قبل توصیف شد و بیشتر در کویل‌های به منظور سرگرمی استفاده می‌شود. در این کویل‌ها یک ترانسفورماتور افزاینده، ولتاژ را افزایش می‌دهد و این ولتاژ یک خازن را شارژ می‌کند و تخلیهٔ آن از طریق اسپارک گپ رخ می‌دهد. سرعت جرقه در این مدارها قابل تنظیم نیست اما با فرکانس نوسان قابل تعیین است. در هر چرخه (یک پریود منبع تغذیه) ممکن است تعداد زیادی جرقه رخ دهد بنابراین پالس‌های ولتاژ خروجی فاصلهٔ منظمی ندارند.

## ۳)اسپارک گپ چرخشی
در این نوع تسلا کویل از حرکت چرخشی که توسط یک موتور ایجاد می‌شود برای ایجاد جرقه استفاده می‌شود عملکرد آن بدین صورت است که تعدادی الکترود روی یک دیسک دوار نصب شده‌اند و در حین چرخش به یک الکترود ثابت برخورد می‌کنند بنابراین یه ولتاژ پالسی ایجاد می‌شود که فرکانس آن با توجه به سرعت چرخش موتور تعیین می‌شود.

## ۴)سالید استیت تسلا کویل (SSTC)
در این مدارها که از ولتاژ DC تغذیه می‌کنند از ترانزیستورها و تریستورها (مانند ماسفت‌ها یا آی جی بی تی‌ها) برای ایجاد ولتاژ نوسانی استفاده می‌شود این مدارها برخلاف مدارهای اسپارک گپ
سر و صدایی ایجاد نمی‌کنند، گرمای زیادی تولید نمی‌کنند همچنین کارایی مناسبی دارند و فرکانس نوسان آن‌ها قابل کنترل است.